# Roma (província)
A província de Roma é uma província italiana da região do Lácio, com cerca de 4 148 913 habitantes e densidade de 775 hab/km². Está dividida em 121 comunas, sendo a capital Roma.
Faz fronteira a norte com a província de Viterbo e a província de Rieti, a este com o Abruzzo (província do Áquila) e com a província de Frosinone, a sul com a província de Latina e a oeste com o Mar Tirreno.
O presidente da província de Roma é Silvano Moffa.